# Куитлук (аэропорт)
Аэропорт Куитлук (англ. Kwethluk Airport), (ИАТА: KWT, ИКАО: PFKW, FAA LID: KWT) — государственный гражданский аэропорт, расположенный в населённом пункте Куитлук (Аляска), США.
По данным статистики Федерального управления гражданской авиации США услугами аэропорта в 2007 году воспользовалось 2 923 человек, что на 26 % (2 329 человек) больше по сравнению с предыдущим годом.

## Операционная деятельность
Аэропорт Куитлук расположен на высоте 9 метров над уровнем моря и эксплуатирует одну взлётно-посадочную полосу:
- 18/36 размерами 975 х 23 метров с гравийным покрытием.